# Jealkb
jealkb（ジュアルケービー）は、日本のヴィジュアル系ロックバンド。2005年、ロンドンブーツ1号2号の田村淳を中心に結成された。

## 概要
田村淳がhaderuとしてボーカルを務めている。6人のメンバーのうち4人が現役の吉本興業所属のお笑い芸人であるという点、自らを「パーティーバンド」と称しているように、世界観よりもエンターテイメント性を強調している点が、通常のヴィジュアル系バンドとの明確な相違点である。
エアバンドやコミックバンドと誤解されがちだが、ライブパフォーマンスを重視しつつ、オリジナル楽曲の制作、実際の楽器演奏、定期的な全国ツアーの開催等、本格的なロックバンドとしての活動を展開している。
ほとんどの楽曲においてhaderuが作詞、リーダーでありドラムスのelsaが作曲を担当しているが、ギターのedieeやsapotoによって作詞曲が行われることも。hidekiはメンバーで唯一の非演奏者だが「アジテーター」として、ライブ初心者でも真似できるような振り付けを先導している。ベースのdunchは、カラスのメンバーとしても活動。
バンド名の由来は、ビジュアル系の「ビ」を語尾に回して「ジュアル系ビー」としたもの。当初は「BjealK」や「jeal.kb」という表記だった。
略称は「ジュアル」や「JKB」。ファンの通称は「ジュアラー」、ファンクラブの名称は「jeal&...」（ジュアランド）である。

## 来歴

### 結成
2005年1月、正式にバンド結成。事務所を通して作詞、作曲活動を始める。
2005年1月、jeal.kb結成。
同年4月6日、GBワンマンライブにてオープニングACTを務める。jealkbの初ステージとなった。
同年5月5日、代々木公園野外ステージにて無料イベントを開催。同日、渋谷GIG-ANTICでのイベントにて50名を動員。
同年7月2日、渋谷チェルシーホテルでの初ワンマンライブ「夏薔薇ノ陣」にて300名を動員。
同年8月20日、渋谷屋根裏でのワンマンライブ「魔夏薔薇ノ陣」にて400名を動員。
同年10月29日、恵比寿リキッドルームでのワンマンライブ「秋薔薇ノ乱」にて900名を動員。また、4枚のデモCDは手売りで各500枚を完売。
2006年4月28日、「jeal.kb」から「jealkb」に改名。
同年5月31日、「metronome」でインディーズデビュー。6月12日付けオリコンインディーズチャート1位を獲得。
同年6月2日、渋谷O-EASTでのレコ発ワンマンライブ「露薔薇ノ宴」にて1000名を動員。
同年7月25日、MUSIC ON! TVにて初のレギュラー番組「夢ヶ丘レジデンス」がスタート。金曜日のMCを担当。
同年11月20日、東京・渋谷ヨシモト∞ホールにて吉本興業が「中国プロジェクト」の記者会見を行い、台湾デビューが決定。
2007年4月5日、台北を訪問し、記者会見と路上ライブを行う。
同年7月26日、台湾最大の野外ロックフェス「FORMOZ FESTIVAL 2007」に出演。

### メジャーデビュー
2007年10月31日、シングル『誓い』でメジャーデビュー。日本台湾同時発売。
2008年1月26日、Zepp Tokyoでのワンマンライブ「冬薔薇ノ誓」にて2800名を動員。
同年3月、ealkbオフィシャルファンクラブ「jealkb AIRLINE」発足。
同年4月21日、Heaven's Rockさいたま新都心で、ジュエル警備員として初のライブを開催。
同年11月26日、メジャー1stアルバム『狼煙 -NOROSHI-』をリリース。
同年12月27日、東京 日本武道館「JACK IN THE BOX」に出演。L'Arc〜en〜Ciel、ムックらと共演。
2009年4月15日 - 4月19日、池袋 サンシャイン劇場「Ballad of Lip」with コンドルズでコンドルズと共演。
同年5月4日、東京 新宿FACE「B.L. LIVE」with THE CONDORSでコンドルズと共演。

### 5人編成へ
2010年4月、結成以来7人編成だったがchaosとmoftoの2名が、本業のお笑い芸人としての活動に専念するため一時脱退し5人編成へ。
同年1月18日、LIVE HOUSE TOUR 2009-2010「異薔薇ノ未知」ツアー最終日をもってchaosとmoftoが脱退することを発表。
同年4月17日、東京 JCB HALL「異薔薇ノ未知」このライブをもって、chaosとmoftoが一時バンドを脱退。
同年5月24日、初めてワンマンライブを行った、渋谷 CHELSEA HOTEL「始薔薇駆ノ五」で5人になって最初のライブを行う。
同年10月16日、LIVEツアー「秋薔薇ノ紅」東京公演にて、メンバーの「双子の兄」という設定を取り消し、「10歳年下の弟」という設定に変更することを発表。「公開サバ読み」と称し、10歳年齢を若く設定した。
同年12月3日、新宿BLAZE「SKULLMANIA Vol.5」に出演。jealkbがこけら落しとなった。
2011年1月22日、ZEPP札幌でJanne Da Arc yasu(vo)ソロプロジェクトAcid Black Cherry主催イベント“The Sixth Sense”の第一回に出演。
同年1月28日、ZEPP名古屋でAcid Black Cherry主催イベント“The Sixth Sense”の第二回に出演。
同年3月19日、名古屋E.L.Lの際、サンシャインサカエ前でメンバーが直接、東日本大震災の義援金の募金活動を行う。
同年3月5日、台湾FESで「MEGA PORT FESTIVAL 2011」ムック×jealkbとして出演。
同年4月15日、ツイキャスの生配信の機能を使用し毎週木曜のラジオ「恋する木曜日」を配信開始。毎週木曜の深夜、各コーナーを設け順不同で生放送で配信する。
同年6月25日、仙台HOOKでTHE冠 主催イベント「讃えよ！鉄兜 鋼鉄おっさんバンザイツアー2011 また梅雨時」に出演。
同年8月6日、渋谷O-EASTで初のランキングライブ「二十薔薇ノ推曲2011」を開催。一位がボーカルのhaderuではなく、ギターのedieeが歌う「ト或コイ」がファンに選ばれるという結果になる。
同年9月17日、滋賀 イナズマロックフェス2011出演。オープニングアクトを担当。
同年12月1日、東京 両国国技館で聖飢魔IIの主催する復興ライブイベントで聖飢魔Ⅱ、氣志團らと共演。
2012年10月6日、11月11日のワンマンライブなどに向けて「jealkbサミット」を開催。
2015年2月15日、年齢を「20歳年下の弟」という設定に変更することを発表。

### "Act2"始動・6人体制へ
2016年、サポートメンバーであったsapotoが、正式にギタリストとして加入。
同年11月2日、自主レーベル「jealize」（ジュアライズ）を立ち上げ、10thシングル『reboot』をリリース。自主レーベルの立ち上げによる新体制を「Act2」と称して活動を再起動。
2017年2月14日、新ファンクラブ「jeal&...」を発足。

### コロナ禍によるライブ活動休止・始動
2020年10月20日、新型コロナウィルスの影響で決定していたライブもどんどん先延ばしになったりして思うように活動が継続出来ない為、公式YouTubeチャンネルにて今まで通りのライブ活動が出来るようになるまでライブ活動を休止する事を表明。
同時にライブが出来る様になるまで 生活雑貨屋「寿或屋」として活動スタートし、今もなお継続している。
2023年の秋から再始動することをSNSで発表した。

## メンバー
結成当時のメンバーは7人だったが、2010年にchaosとmoftoがバンドを一時脱退。2016年にはsapotoがサポートから正式メンバーとなり、6人体制で活動していたが2020年2月をもってsapotoが脱退。
今は5人体制となっている。
メンバーの名前は「ジュアルネーム」と呼ばれており、本人の特徴が3文字で表されている。

### 正式メンバー
haderu（ハデル）
ボーカル（2005年 -）
命名理由は「歯が出ているから」。田村淳（ロンドンブーツ1号2号）の弟という設定であったが、2023年9月27日に田村淳本人であることをSNSで公開した。
クセのあるハスキーボイスの歌声。ライブMCを進行を担当している。また、殆どの楽曲の作詞を担当する作詞家だが、インディーズ2ndの「恋傷」などの楽曲などを例に、作曲も担当することがある。高校時代からのバンド活動をしており、ボーカルの他にも稀にライブのパートチェンジでドラム、ギターを演奏することがある。
よくメディアではjealkbを「ロンブー淳率いるバンド」と紹介されているが、リーダーはelsaである。とはいえ、バンドの精神的な主軸であり、企画進行をリードすることが多い。メンバー内で最もいたずら好きな性格で、よくdunchをイジる。
elsa（エルザ）
ドラムス（2005年 -）
命名理由は「名前を決めるときに置いてあったティッシュの名前」。衛藤幸生（元チープスープ）の弟という設定。
haderuと共にjealkbを結成した。バンドリーダーであり、殆どの楽曲の作曲を担当するメインコンポーザーでもある。また、曲によってはコーラスも担当する。元々はヘヴィメタルやパンクが好きだったが、jealkbではロックを中心としながらジャンルレスな楽曲を制作している。ドラム以外にも一通りの楽器を演奏できるため、デモテープ制作ではかなりのレベルまで作り込むらしい。
若い頃は短気だったらしいが、今は自他共に性格を「心優しい」という評価。元々はお笑いコンビを組んでいたが、2002年に解散して以降、jealkbとしての活動やプロデューサー業などを中心とする本職のミュージシャン。
ediee（エディ）
ギター（2005年 -）
命名理由は「絵がうまいから」。大川知英（ニブンノゴ!）の弟という設定。
主にリードギターを担当するが、曲によってはコーラス、メインボーカルを担当する。天然のため常軌を逸した言動が多いゆえ、作曲した楽曲はどれも世界観が独特すぎると評価されている。その名の通り画才があり、グッズやジャケットのイラストやデザインを担当することも。
dunch（ダンチ）
ベース（2005年 -）
命名理由は「実家が団地だから」。桑折貴之（元じゃぴょん）の弟という設定。
ムックの逹瑯によるヴィジュアル系ユニット「カラス」のメンバーでもある。ピック弾き。メンバー1の「イジラられキャラ」。わざと名前を間違えられたり、存在を忘れられるネタやミニコントが多い。またアルバム「AGAINST」収録のメンバーを一人一人紹介していく楽曲の「jealize」では一切、名前を紹介してもらえずに「東京重低音ツリー」や「名前なんだっけすみません！」と言われる始末になっている。
常に金欠であり、現在でもバイト活動をしている。メンバーはメジャーデビューに消極的だったが、チャンスを無駄にしたくないという思いで積極的に推し、やがてそれが実現した。
hideki（ヒデキ）
アジテーター（2005年 -）
命名理由は本名（hidenからhidekiに改名）。森本英樹（ニブンノゴ!）の弟という設定。
ライブでは振り付けを先導している。曲によってコーラス、デスボイス、ラップを使い分ける。バラード曲などでは音の出ないヴァイオリンでのパフォーマンスをすることもあった。YouTubeなどで自身の振り付けの映像を多数公開している。現在のメンバー内では唯一、楽器を演奏しないパートだが、少しならギターが演奏できるらしく、稀にライブのパートチェンジなどで披露する。
10年間隠し子だった娘は、ジュアルネーム「musume」としてライブでダンスを披露していた。

### 旧メンバー
chaosとmoftoは本業のお笑い活動に専念するために、2010年4月17日のJCB HALL「異薔薇ノ未知」のライブをもって一時脱退。二人はこれを機に、お笑いコンビのギンナナを結成し、芸人として一人前に売れたら再加入する予定であるとのこと。
chaos（カオス）
キーボード、コーラス（2005年 - 2010年）
命名理由は「顔がすげーでかいから」。金成公信（元ハローバイバイ、ギンナナ）の弟という設定。
サブヴォーカリストであり、大半の曲のコーラスを務める。また、音の出ないキーボードで常に両手を交互に交差する「クロス」と言うパフォーマンスをする。プロモーションやテレビ出演などでは、haderuの次に目立つようなキャラで、メンバー内でのミニコントではよく偉そうなキャラを演じていた。
ヴィジュアル的特徴は、メガネとそれを支えるメガネチェーン。なおメガネには反射を防ぐためにレンズが入っていない。ジュアルネームの通り顔が大きいが、実はedieeのほうが大きいらしい。
mofto（モフト）
ギター（2005年 - 2010年）
命名理由は「ももが太いから」。菊池健一（元ガラクタパンチ、ギンナナ）の弟という設定。
主にサイドギターを担当するが、ギターソロを演奏することもあった。定番の挨拶は「おばんですぅ〜」。女形というキャラ設定上、普段からよく語尾に「アタイ」を付けていた。ヴィジュアル的特徴は、内股など女っぽさを意識したポーズ。
sapoto（サポト）
元サポートギター（2015年 - 2016年）、ギター（2016年 -2020年）
命名理由は「サポートメンバーだったから」。本名は櫛野啓介（くしのけいすけ）。
メンバーで唯一、当初から職業ミュージシャン。edieeのギターの師匠でもある。結成後から楽曲制作においてのギターアレンジを手がけており、5thアルバムではプロデューサーを務めた。やがてライブでのサポートを担当するようになり、2015年12月のライブ（夢路薔薇ノ誓2015）では、インフルエンザにかかってしまったedieeの替わりにメインギタリストとして演奏した。2016年から正式メンバーとなる。
2020年2月のライブ（choco薔薇ノkiss）をもって脱退。

### サブメンバー
公式メンバー（特にhaderu）と親交のあるお笑い芸人や関係者などが主に名を連ねており、それぞれにジュアルネームが与えられている。サポートメンバーのように実際に演奏や楽曲制作に携わってはいないので、あくまで設定上のメンバーとされている。確認できるだけでも20人を超えるサブメンバーが存在しているが、ここでは主な人物を挙げる。
sakura（サクラ）
公式応援団長（2008年 -）
命名理由は、メンバーになる前から「サクラ」として盛り上げていたから。宮地謙典（ニブンノゴ!）。
「冬薔薇ノ誓」より前説のレスキューを担当し公式応援団長に。一時活動を休止していたが（K-POPにハマッていたため）、2012年の異色薔薇ノ歌合戦のファイナルより活動を再開した。

### ジュエル警備員
2008年にメンバーによって結成された、ライブでのファンサービスとして存在していた別名義バンド。jealkbのコピーバンドという設定。メンバー全員がサングラスと黒い警備員のような衣装を着用している。2012年の「異色薔薇ノ歌合戦」ではjealkbとの"対バン"を行なった際、すでにjealkbにおいては一時脱退していたchaosとmoftoが、ジュエル警備員のメンバーとして期間限定での復活を遂げた。
- ダイヤ（haderu）：ボーカル、カラーは白。
- パール（elsa）：ドラムス、カラーは肌色。
- サファイア（ediee）：ギター、カラーは青。
- ルビー（mofto）：ギター、カラーは赤。
- アメジスト（dunch）：ベース、主任（リーダー）、カラーは紫。
- オパール（chaos）：キーボード、カラーは水色。
- エメラルド（hideki）：ヴァイオリン、カラーは緑。

## エピソード
- 結成前の2004年、haderu（田村淳）を中心とする仲良しの芸人仲間でキャンプに行った際、後輩のediee（大川知英）がヴィジュアル系ロックバンド「STRAWBERRY FIELDS」の曲をひたすらかけ続けた。それをhaderuが気に入ったことが、バンドを始めるきっかけとなった。メンバー曰く、この仲良しメンバーの中では、誰か一人が何かの遊びにハマれば、やがて皆に流行るということが通例で、それがたまたまバンドであったという。
- やがてhaderuはバンド結成の構想を立ち上げ、それを実現するべく同期の友人であるelsa（衛藤幸生）に電話をかけて誘った。elsaは当時、芸人活動を休止して洋服店で働いていたが、最も音楽に詳しかったため当然の声かけといえる。そして、バンド結成のきっかけを作ったedieeは、同じトリオのメンバーであるhideki（森本英樹）を誘う。さらにその友人であるchaos（金成公信）が、同期であるmofto（キクチケンイチ）を引き連れた。それでもメンバーが足りなかったので、haderuとelsaの同期であり親友のdunch（桑折貴之）も参加し、バンドの結成となった。
- ちなみに、バンド結成時に牛丼屋で音楽性について相談していたとき、そこでかかっていたのがヴィジュアル系ロックバンドJanne Da Arcの「ダイヤモンドヴァージン」という曲で、そのメロディのキラキラ感と独特な歌詞と世界観(実はhydeへの愛の歌詞であった)に影響を受けたという話もある。後に日本武道館公演のライブにも訪れた。ボーカルのyasu(Acid Black Cherry)とは度々共演し、今でも交流があるようだ。
- 結成当初、haderuとelsaは学生時代からバンド経験があったが、それ以外のメンバーはバンド経験がなく、全く楽器も弾けない初心者だった。そのため一通りの楽器を演奏できるリーダーのelsaからの指導を受け、遊びの延長線上として楽器の練習を始めた。この当時の映像はメジャー2ndアルバムの「Invade」の初回版BのDVDで公開されている[5]。最初はまだ楽器のパートが定まっていなかったが、学生時代にバンドの大会でベスト・ヴォーカリスト賞を受賞したhaderuは、当然のごとくヴォーカリストを担当することになり、その他のメンバーの楽器パートも徐々に定まってゆく。
- 普通のバンドではインパクトが無いので、「メイクをする事で普段の自分とは違う自分になれる」という理由でヴィジュアル系を選んだ[5]。メンバーそれぞれ適当にヴィジュアル系っぽい名前を名乗ったことで、現在のジュアルネームとなった。
- 結成当初はバンド演奏を人にみせるつもりはなく、スタジオで練習したりメイクをしてビデオ撮影をしていただけだったが、elsaの友人である水玉れっぷう隊のアキを中心に構成されるバンド「GB」が、ワンマンライブを開催することとなり、その際にjealkbがオープニングアクトとして誘われる。そこから大急ぎでオリジナル曲を制作する流れとなり、遊びの一線を超えた本格的なバンド活動がはじまる[6]。2005年4月6日、晴れてそのGBのワンマンライブにてオープニングACTをつとめ、これがjealkbの初ステージとなった。
- メンバーが芸人であるがゆえに一時的な企画もののバンドだと思われることもあるが、メンバー曰く「ガチでやってる」「お笑いもバンドも人を楽しませることは一緒」という理念の元に活動を続けている[5]。
- 結成時には田村亮にも声をかけていたが、「歌唱力がない」と言う理由で見送られた。

## 作品

### シングル

#### インディーズ
| #   | 発売日         | タイトル  | 規格   | 販売生産番号 |
| --- | -------------- | --------- | ------ | ------------ |
| 1st | 2006年5月31日  | metronome | 12cmCD | YRCI-70008   |
| 2nd | 2006年10月25日 | 恋傷      | 12cmCD | YRCI-70010   |
| 3rd | 2006年11月29日 | Julia     | 12cmCD | YRCI-70011   |
| 4th | 2007年4月11日  | 黒い砂漠  | 12cmCD | YRCI-70013   |

#### メジャー
| #    | 発売日         | タイトル             | 規格        | 販売生産番号         |
| ---- | -------------- | -------------------- | ----------- | -------------------- |
| 1st  | 2007年10月31日 | 誓い                 | 12cmCD      | YRCN-90001           |
| 2nd  | 2008年3月12日  | Fly                  | 12cmCD＋DVD | YRCN-90015（初回盤） |
| 2nd  | 2008年3月12日  | Fly                  | 12cmCD      | YRCN-90016（通常盤） |
| 3rd  | 2008年6月11日  | 花                   | 12cmCD      | YRCN-90022           |
| 4th  | 2008年10月22日 | 嘆きのエンドレス     | 12cmCD＋DVD | YRCN-90037（初回盤） |
| 4th  | 2008年10月22日 | 嘆きのエンドレス     | 12cmCD＋DVD | YRCN-90038（通常盤） |
| 5th  | 2009年8月5日   | WILL                 | 12cmCD      | YRCN-90074           |
| 6th  | 2010年1月20日  | makemagic            | 12cmCD      | YRCN-90088           |
| 7th  | 2010年6月30日  | super special summer | 12cmCD      | YRCN-90108           |
| 8th  | 2010年10月13日 | 傷心マキアート       | 12cmCD      | YRCN-90126           |
| 9th  | 2016年11月2日  | reboot               | 12cmCD      | YRCN-90259           |
| 10th | 2017年11月22日 | R-P-S                | 12cmCD      | YRCN-90281           |

#### 配信限定シングル
| # | 発売日        | タイトル    | 規格         |
| - | ------------- | ----------- | ------------ |
| - | 2008年9月21日 | ORANGE HERO | デジタル配信 |

### アルバム

#### オリジナル・アルバム

##### インディーズ
| #   | 発売日        | タイトル | 規格        | 販売生産番号         |
| --- | ------------- | -------- | ----------- | -------------------- |
| 1st | 2007年5月31日 | ROSES    | 12cmCD＋DVD | YRCI-71024（初回盤） |
| 1st | 2007年5月31日 | ROSES    | 12cmCD      | YRCI-71025（通常盤） |

##### メジャー
| #    | 発売日         | タイトル                                                       | 規格        | 販売生産番号          |
| ---- | -------------- | -------------------------------------------------------------- | ----------- | --------------------- |
| 1st  | 2008年11月26日 | 狼煙 -NOROSHI-                                                 | 12cmCD＋DVD | YRCN-95121（初回盤）  |
| 1st  | 2008年11月26日 | 狼煙 -NOROSHI-                                                 | 12cmCD      | YRCN-95122（通常盤）  |
| 2nd  | 2011年2月9日   | Invade                                                         | 12cmCD＋DVD | YRCN-95157（初回盤A） |
| 2nd  | 2011年2月9日   | Invade                                                         | 12cmCD＋DVD | YRCN-95158（初回盤B） |
| 2nd  | 2011年2月9日   | Invade                                                         | 12cmCD      | YRCN-95159（通常盤）  |
| 3rd  | 2011年9月14日  | AGAINST                                                        | 12cmCD＋DVD | YRCN-95171（初回盤）  |
| 3rd  | 2011年9月14日  | AGAINST                                                        | 12cmCD      | YRCN-95172（通常盤）  |
| 4th  | 2012年10月10日 | V?                                                             | 12cmCD＋DVD | YRCN-95192（初回盤）  |
| 4th  | 2012年10月10日 | V?                                                             | 12cmCD      | YRCN-95193（通常盤）  |
| 5th  | 2014年6月25日  | ジュアルケービーのコレ買わなくて いーんでライブに来てくださいw | 12cmCD      | YRCU-95505            |
| 6th  | 2017年7月19日  | IDENTITY                                                       | 12cmCD＋DVD | YRCN-95280（Type-A）  |
| 6th  | 2017年7月19日  | IDENTITY                                                       | 12cmCD      | YRCN-95281（Type-B）  |
| ミニ | 2018年9月5日   | Mix Up Sonic                                                   | 12cmCD＋DVD | YRCN-95297（Type-A）  |
| ミニ | 2018年9月5日   | Mix Up Sonic                                                   | 12cmCD      | YRCN-95298（Type-B）  |

#### ベストアルバム
| 発売日         | タイトル | 規格            | 販売生産番号  |
| -------------- | -------- | --------------- | ------------- |
| 2019年10月30日 | THE BEST | 12cmCD（2枚組） | YRCN-95314～5 |

#### 参加アルバム
| 発売日        | タイトル・収録曲                                                 | アーティスト   | 備考                         |
| ------------- | ---------------------------------------------------------------- | -------------- | ---------------------------- |
| 2009年10月7日 | LOVE LOVE GUN 5. GO GO STRAIGHT!〜Featuring haderu from jealkb〜 | ピストルバルブ | フルアルバム・ボーカル参加   |
| 2010年2月24日 | THE BLUE HEARTS "25th Anniversary" TRIBUTE 2. 君のため           | オムニバス     | トリビュートアルバム・カバー |

### DVD
| 発売日        | タイトル                                         | 種類 | 規格 | 販売生産番号    |
| ------------- | ------------------------------------------------ | ---- | ---- | --------------- |
| 2008年6月11日 | jealkb LIVE TOUR2008「冬薔薇ノ誓」 at Zepp Tokyo | LIVE | DVD  | ASIN-B00177Y9YI |
| 2009年8月5日  | jealkb×コンドルス「B.L 〜Ballad of Lip〜」       | 舞台 | DVD  | ASIN-B0029V4FE0 |

### 書籍
| 発売日         | タイトル                                  | 形式               | 規格   | 販売生産番号        |
| -------------- | ----------------------------------------- | ------------------ | ------ | ------------------- |
| 2009年8月20日  | jealkb official Score Book                | バンドスコア       | 楽譜   | ISBN 978-4285121001 |
| 2010年1月22日  | narcists                                  | 写真集             | 大型本 | ISBN 978-4847042492 |
| 2011年12月17日 | INAZUMA ROCK FES.2011 DOCUMENT PHOTO BOOK | メディアパルムック | ムック | ISBN 978-4896103762 |

### タイアップ
太字は田村淳が出演している番組。
| 楽曲                 | タイアップ先 |
| -------------------- | --- |
| 黒い砂漠             | テレビ東京系ドラマ24「エリートヤンキー三郎」エンディングテーマ                                                      |
| 誓い                 | TBS系テレビ全国ネット「カウントダウンTV」11月度オープニングテーマ 広田レオナ監督作品映画 お江戸のキャンディー主題歌 |
| Fly                  | スターフライヤー関空線キャンペーンソング（2008/3/1 - 9/30）                                                         |
| Shell                | ルネサンス高等学校イベントソング（2008 - 2009）                                                                     |
| ORANGE HERO          | DRAGON BALL新作アニメ「オッス!帰ってきた孫悟空と仲間たち!〜」エンディングテーマ                                     |
| 嘆きのエンドレス     | MXTV他アニメ「北斗の拳 ラオウ外伝 天の覇王」オープニングテーマ                                                      |
| makemagic            | テレビ東京製作映画「10thアニバーサリー 劇場版 遊☆戯☆王 〜超融合!時空を越えた絆〜」主題歌                            |
| キワダタサレタ美貌   | フジテレビ系テレビ全国ネット「ジャンクSPORTS」エンディングテーマ(2010年1月 - 3月)                                   |
| WILL                 | アーケードゲーム「GuitarFreaksV7 & DrumManiaV7」楽曲提供                                                            |
| WILL                 | TBS系テレビ全国ネット 2010年8月 - 9月度「クイズ☆タレント名鑑」エンディングテーマ                                    |
| super special summer | 日本テレビ系全国ネット「ショーバト!」エンディングテーマ                                                             |
| 傷心マキアート       | TBS系テレビ全国ネット 2010年10月〜12月度「クイズ☆タレント名鑑」エンディングテーマ                                   |
| 殺気繚乱             | TBS系テレビ全国ネット 2011年1月 - 8月度「クイズ☆タレント名鑑」エンディングテーマ                                    |
| 虚無感狂想曲         | TBS系テレビ全国ネット 2011年10月 - 3月度「クイズ☆タレント名鑑」エンディングテーマ                                   |
| 虹の橋               | 読売テレビ（日本テレビ系）全国ネット 2011年10月 - 11月度「ダウンタウンDX」エンディングテーマ                        |
| silhouette           | TBS系テレビ 「テベ・コンヒーロ」エンディングテーマ                                                                  |
| DEAD LOCK            | 毎日放送（TBS系）全国ネット「使える芸能人は誰だ!?プレッシャーバトル!!」エンディングテーマ                           |